# Чернуха-Волич В'ячеслав Іванович
В'ячеслав Іванович Чорнуха-Волич (біл. Вячаслаў Іванавіч Чарнуха-Воліч; нар. 1963, с. Свята Воля, Івацевицький район, Брестська область) — білоруський диригент.

## Життєпис
Закінчивши Білоруську академію музики по класу фагота (1989) і по класу оперно-симфонічного диригування (1994), а також по класу академії. У 1993 став диригентом Білоруського державного театру музичної комедії. У 1995-2019 роках-диригент Національного театру опери та балету Білорусі. З 2019 по 2023 роки — головний диригент Одеського національного академічного театру опери та балету. 24 серпня 2020 року В'ячеслава Чернуху-Волича призначили головним диригентом Національного театру опери та балету Білорусі, але 26 серпня він покинув свій пост. Повернувся в Одесу.

### Головний диригент Одеської опери
Головним диригентом Одеського національного академічного театру опери та балету працював з 2019 по 2023 роки.
Звільнений з посади 12 квітня 2023 року у зв'язку зі суспільним резонансом, який спричинила серія опублікованих фотографій, зроблених напередодні, 8 квітня, в Баку, куди В'ячеслав Чернуха-Волич був запрошений диригувати у Національній опері Азербайджану «Богему» Джакомо Пуччіні. За день до концерту у Опери змінився керівник — театр очолив чоловік співачки Ганни Нетребко, яка перебуває під санкціями в Україні, Юсіф Ейвазов.

## Творчість
Автор численних творчих програм і проектів національного театру опери та балету Білорусі, в тому числі «Ніч опери в Мирському замку», «Молоді таланти Білорусі», «Вечори Великого театру в замку Радзивіллів».
Диригент-постановник постановок Одеського національного академічного театру опери та балету «La Traviata» (реж. Євген Лавренчук), «Катерина» (реж. Оксана Тараненко), «Шукачі перлів» (реж. Павло Кошка), «Carmina Burana» (реж. Герард Мостерд).

## Нагороди
- Медаль Франциска Скорини